# Liste früherer deutscher Kurorte
In dieser Liste sind frühere Kurorte in Deutschland aufgeführt, denen einst der Titel Kurort oder Luftkurort verliehen oder staatlich anerkannt wurde, aber die durch veränderte äußere Bedingungen, durch Eingemeindung oder Einstellung des Kurbetriebes derzeit über kein vom Deutschen Heilbäderverband und/oder über kein aktuelles staatlich anerkanntes Prädikat als Kurort oder Luftkurort verfügen. Ein Teil dieser Orte führt dennoch traditionell die Bezeichnung Kurort oder Luftkurort im Ortsnamen oder für touristische Werbezwecke weiter.
Gegenwärtig erfolgt in der Bundesrepublik Deutschland die Anerkennung oder Prädikatisierung als Kurort in den einzelnen Bundesländern durch das jeweils zuständige Ministerium. Grundlage dafür bildet in der Regel ein sogenanntes Kurortegesetz oder in den Bundesländern Bayern, Niedersachsen, Sachsen-Anhalt und Schleswig-Holstein entsprechende Verordnungen, die gegebenenfalls durch Erlasse ergänzt worden sind. Nahezu gleichartige Anerkennungsgrundlagen existieren in allen deutschen Flächenländern, wobei sich die Anerkennung als Kurort sowohl auf eine Gemeinde als auch nur einen Teil der Gemeinde beziehen kann. In die Anerkennung oder Prätikatisierung als Kurort werden die Begriffsbestimmungen – Qualitätsstandards für die Prädikatisierung von Kurorten, Erholungsorten und Heilbrunnen des Deutschen Heilbäderverbandes e. V. und des Deutschen Tourismusverbandes e. V. implizit oder explizit einbezogen.
In nahezu allen deutschen Flächenländern ist die staatliche Anerkennung als Kurort wichtigste Voraussetzung für die Erhebung einer Kurtaxe oder Fremdenverkehrsabgabe.
| Früherer (Luft-)Kurort       | Landkreis                        | Land           | Bemerkung |
| ---------------------------- | -------------------------------- | -------------- | --- |
| Bärenfels                    | Sächsische Schweiz-Osterzgebirge | Sachsen        | Seit 1999 Ortsteil von Altenberg (Erzgebirge). |
| Benneckenstein (Harz)        | Harz                             | Sachsen-Anhalt | Warb mit dem Titel Luftkurort, jetzt Ortsteil der Stadt Oberharz am Brocken und seit 2015 staatlich anerkannter Erholungsort.                     |
| Bispingen                    | Heidekreis                       | Niedersachsen  | Titel Luftkurort wurde ab 2011 nicht mehr amtlich anerkannt.                                                                                      |
| Bodenwerder                  | Holzminden                       | Niedersachsen  | Der Titel Luftkurort galt bis 2010, seit 2011 ist Bodenwerder ein staatlich anerkannter Erholungsort.                                             |
| Buntenbock                   | Goslar                           | Niedersachsen  | Der Titel Luftkurort galt bis 2010 und wurde danach nicht mehr staatlich anerkannt.                                                               |
| Carlsfeld                    | Erzgebirgskreis                  | Sachsen        | Einst Luftkurort, jetzt staatlich anerkannter Erholungsort.                                                                                       |
| Frauenwald                   | Ilm-Kreis                        | Thüringen      | Jetzt staatlich anerkannter Erholungsort. |
| Gernrode                     | Harz                             | Sachsen-Anhalt | Titel Klimatischer Luftkurort ging nach 1990 verloren, heute Ortsteil von Quedlinburg.                                                            |
| Kurort Gohrisch              | Sächsische Schweiz-Osterzgebirge | Sachsen        | Titel 1936 verliehen, jetzt Hauptort der Gemeinde Gohrisch.                                                                                       |
| Grünbach (Sachsen)           | Vogtlandkreis                    | Sachsen        | Früher Hohenluftkurort, jetzt staatlich anerkannter Erholungsort.                                                                                 |
| Kipsdorf                     | Sächsische Schweiz-Osterzgebirge | Sachsen        | Seit 1996 Ortsteil des Kneippkurortes Altenberg (Erzgebirge)                                                                                      |
| Leutenberg                   | Saalfeld-Rudolstadt              | Thüringen      | Einst Luftkurort der sieben Täler. |
| Neuhaus im Solling           | Holzminden                       | Niedersachsen  | Der Ort war von 1972 bis 2010 ein Heilklimatischer Kurort.                                                                                        |
| Oranienbaum                  | Wittenberg                       | Sachsen-Anhalt | Titel Luftkurort 1900 verliehen, jetzt Ortsteil der Stadt Oranienbaum-Wörlitz, deren Ortsteil Wörlitz ein staatlich anerkannter Erholungsort ist. |
| Oybin                        | Görlitz                          | Sachsen        | Jetzt Hauptort der Gemeinde Oybin. |
| Schierke                     | Harz                             | Sachsen-Anhalt | Spätestens seit 1951 Kurort der Werktätigen, jetzt Ortsteil des staatlich anerkannten Erholungsortes Wernigerode.                                 |
| Schulenberg im Oberharz      | Goslar                           | Niedersachsen  | Titel 2010 aufgegeben, seit 2015 Ortsteil der Stadt Clausthal-Zellerfeld.                                                                         |
| Seifersdorf (Dippoldiswalde) | Sächsische Schweiz-Osterzgebirge | Sachsen        | Früher Luftkurort, heute staatlich anerkannter Erholungsort.                                                                                      |
| Seiffen/Erzgeb.              | Erzgebirgskreis                  | Sachsen        | Titel 1956 verliehen, jetzt staatlich anerkannter Erholungsort.                                                                                   |
| Sülzhayn                     | Nordhausen                       | Thüringen      | Seit 1994 Ortsteil der Stadt Ellrich, jetzt staatlich anerkannter Erholungsort.                                                                   |
| Tanne (Harz)                 | Harz                             | Sachsen-Anhalt | Titel Luftkurort 1913 verliehen, jetzt Ortsteil der Stadt Oberharz am Brocken.                                                                    |
| Trautenstein                 | Harz                             | Sachsen-Anhalt | Der Titel Luftkurort wurde vor der Eingemeindung in die Stadt Oberharz am Brocken. nicht mehr bestätigt.                                          |
| Wehrsdorf                    | Bautzen                          | Sachsen        | Der Titel Luftkurort ging 1990 verloren. |
| Wieda                        | Göttingen                        | Niedersachsen  | Wieda war zunächst Luftkurort und bis 2010 ein Heilklimatischer Kurort, danach wurde dieser Titel nicht mehr bestätigt.                           |
| Wildemann                    | Goslar                           | Niedersachsen  | Die Titel Kneipp- und Luftkurort galten bis 2010 und wurden danach nicht mehr staatlich anerkannt.                                                |
| Wippra                       | Mansfeld-Südharz                 | Sachsen-Anhalt | Der Titel (Luft-)Kurort wurde vor der 2008 erfolgten Eingemeindung nach Sangerhausen nicht mehr bestätigt.                                        |